# Bitwa pod Poryckiem (1831)
Bitwa pod Poryckiem – bitwa stoczona 11 kwietnia 1831 roku w czasie powstania listopadowego.
Rozegrała się między wojskami polskimi a rosyjskimi. Wygrali ją Polacy pod dowództwem generała Józefa Dwernickiego.

## Tło historyczne
Generał Dwernicki miał plan dostania się na Podole z wydzielonym korpusem, w celu wzniecenia tam powstania. Chciał wykorzystać m.in. osobiste znajomości. Ofensywa Dwernickiego doprowadziła do wyparcia Rosjan z Radomskiego za Wisłę, likwidując zagrożenie Warszawy od południa. Na Lubelszczyźnie generał Cyprian Kreutz unikał stoczenia walnej bitwy, ale jego jednostki zostały pokonane w bitwach na szosie lubelskiej. Opanowanie Lublina było sukcesem przejściowym, Rosjanie odzyskali go po krótkiej walce z pozostawionymi tam oddziałami polskimi. Dwernicki przebił się do Zamościa i stał tam od 15 marca do 3 kwietnia, blokowany przez oddziały generała Tolla. 
3 kwietnia korpus Dwernickiego wyszedł z Zamościa, kierując się na wschód. Składał się z 22 szwadronów kawalerii, 4 batalionów piechoty, oraz 6 dział lekkich i 6 dział pozycyjnych.

## Przebieg bitwy
11 kwietnia Dwernicki napotkał pod Poryckiem przednią straż generała Fiodora Rydygiera - jeden pułk dragonów. Zwycięstwo było znaczne - nieprzyjaciel został rozbity, zabrano 250 jeńców, 100 koni, oraz 200 sztuk broni.

## Konsekwencje
Porażka uszczupliła znacznie siły Rydygiera, ale i tak posiadał on znaczną przewagę nad Dwernickim. Siły Dwernickiego były zbyt słabe, aby go pokonać. Szczupły korpus nie zaimponował również miejscowej ludności, na poparcie której Dwernicki liczył. Plan wzniecenia powstania nie udał się. Nie nastąpił masowy zryw ludności, ochotników wcielano bardzo mało. Wkrótce miało nastąpić spotkanie z głównymi siłami Rydygiera.